# Hedvika Spanheimska
Hedvika Spanheimska ali Hedviga Spanheimska, soproga Engelberta I. Spanheimskega, grofa v Pustriški dolini in solnograškega odvetnika. * ?, † ?

## Življenje
Hedvika, ki je živela v času okrog leta 1100, se je poročila z Engelbertom I. Spanheimskim. V njunem zakonu se je rodilo šest potomcev: Engelbert II., Henrik IV. Koroški, Bernard Mariborski, Siegfried II., Hartvik II. in Rikarda. Sinova Henrik IV in Engelbert II. sta se povzpela na položaj koroških vojvod.

## Pogledi na Hedvikin plemiški izvor
Na osnovi naglega vzpona Engelberta I. in njegovih sinov prevladuje domneva, da je Hedvika izhajala iz pomembne plemiške rodbine. Predvsem starejše zgodovinopisje si je povezavo med Eppensteini  in Spanheimi razložilo tako, da so ženo Engelberta I. Spanheimskega enostavno razglasili za Eppensteinko, za hčerko leta 1122 umrlega vojvode Henrika III. Koroškega. V novejšem zgodovinopisju Hedvikino eppensteinsko identiteto zagovarja kontroverzni zgodovinar Šavli. Toda vez z Eppensteinci bi bila lahko vzpostavljena že zgolj preko dejstva, da je Henrik III. Eppensteinski, ki je umrl brez moških potomcev, postal krstni boter najmlajšega izmed sinov Engelberta I.- to je Henrika IV. - in prav ta (in ne najstarejši sin Engelbert II!) je nasledil vojvodstvo. Na ta način bi lahko razložili povečan vpliv Spanheimov na Veronsko krajino: Engelbert I. Spanheimski  se je tako morda poročil s Hedviko iz Moše, ki bi izvirala iz furlanske plemiške rodbine. Toda Hedvika bi lahko bila po drugi strani tudi hčer Bernarda II. Saškega.